# 2 Coríntios 6
2 Coríntios 6 é o sexto capítulo da Segunda Epístola aos Coríntios, de autoria do Apóstolo Paulo, no Novo Testamento da Bíblia.

## Estrutura
A Tradução Brasileira da Bíblia organiza este capítulo da seguinte maneira:
- 2 Coríntios 6:1-10 - O ministério da reconciliação. As credenciais apostólicas (continuação de 2 Coríntios 5)
- 2 Coríntios 6:11-13 - O amor com o amor se paga
- 2 Coríntios 6:14-18 - A amizade com idólatras proibida